# Orphulella aculeata
Orphulella aculeata är en insektsart som beskrevs av Rehn, J.A.G. 1900. Orphulella aculeata ingår i släktet Orphulella och familjen gräshoppor. Inga underarter finns listade i Catalogue of Life.